# ポール・セリュジエ

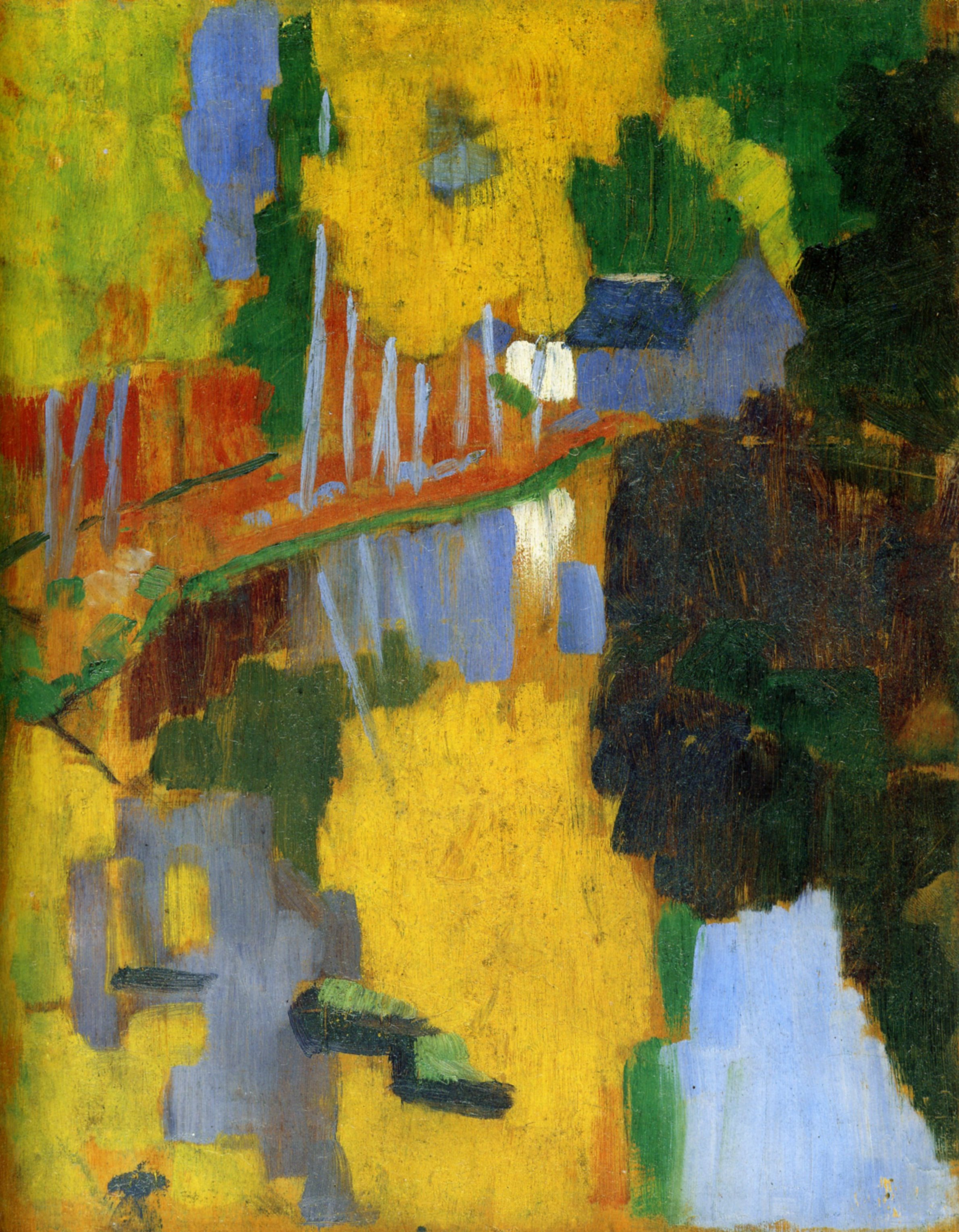
タリスマン(1888年) オルセー美術館蔵)

ポール・セリュジエ（仏: Paul Sérusier, 1864年11月9日 - 1927年10月6日/10月7日）は、フランス・パリ出身のポスト印象派の画家。ナビ派の一員として知られている。

## 生涯
パリに生まれた。父親は香水作りの会社を経営する実業家で、パリの名門高校で哲学や古典語などを学んだ。しばらく父親の友人の会社で働いた後、1885年にパリの私立の美術学校、アカデミー・ジュリアンに入学し、陽気な性格は教師や学生たちに愛された。後にナビ派のメンバーとなる画家、モーリス・ドニ(1870-1943)とはこの学生時代から友人となった。
1888年の夏をブルターニュの芸術家村、ポン＝タヴァンで過ごした。当時ポン＝タヴァンには、エミール・ベルナールとポール・ゴーギャンを中心とする画家のグループがいた。セリュジエはゴーギャンの指導を受けた。パリに戻り、ゴーギャンの指導を受けて描いた「タリスマン」という絵画を示し、ゴーギャンから学んだアイデアについて友人たちと熱心に議論した。1889年の夏にもポン＝タヴァンに滞在し、セリュジエのとまったPouldu村の宿屋は「ポン＝タヴァン派」の拠点となった。
ピエール・ボナールやモーリス・ドニ、アンリ＝ガブリエル・イベルス、ポール・ランソンとともに「ナビ派」と呼ばれる画家のグループが作られ、後にアルマン・セガンやエドゥアール・ヴュイヤール、ケル・グザヴィエ・ルーセルらが加わった。1891年にゴーギャンがタヒチに移った後、グループの結束は緩み、それぞれの画家が独自の画風にかわっていくことになった。1892年にはセリュジエもポン＝タヴァンへは行かず、ブルターニュのユエルゴアで過ごした。その後パリで俳優で演出家のリュニェ＝ポー(Lugné-Poe)の舞台美術の仕事もした。

## 作品

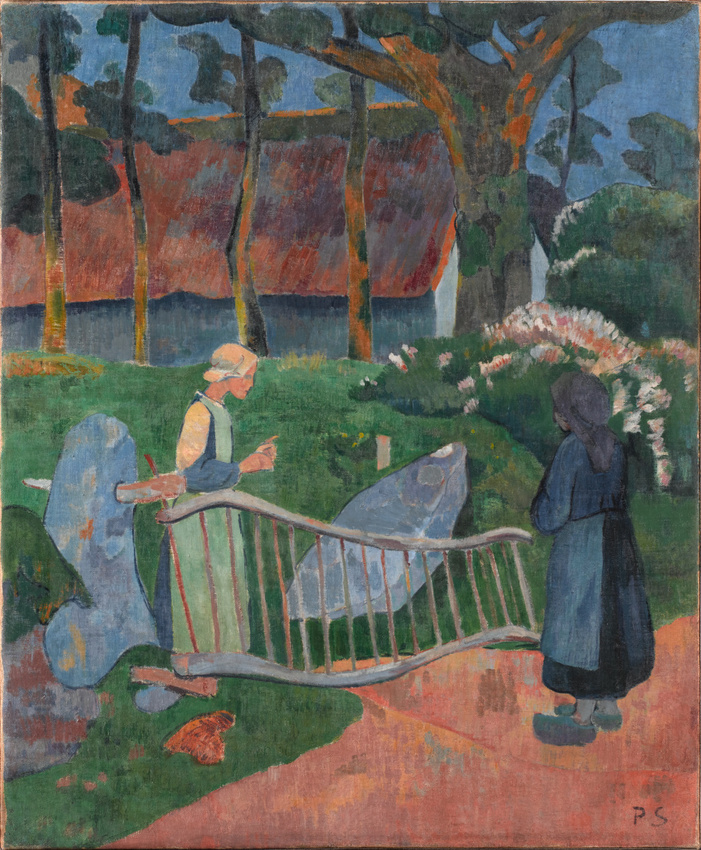
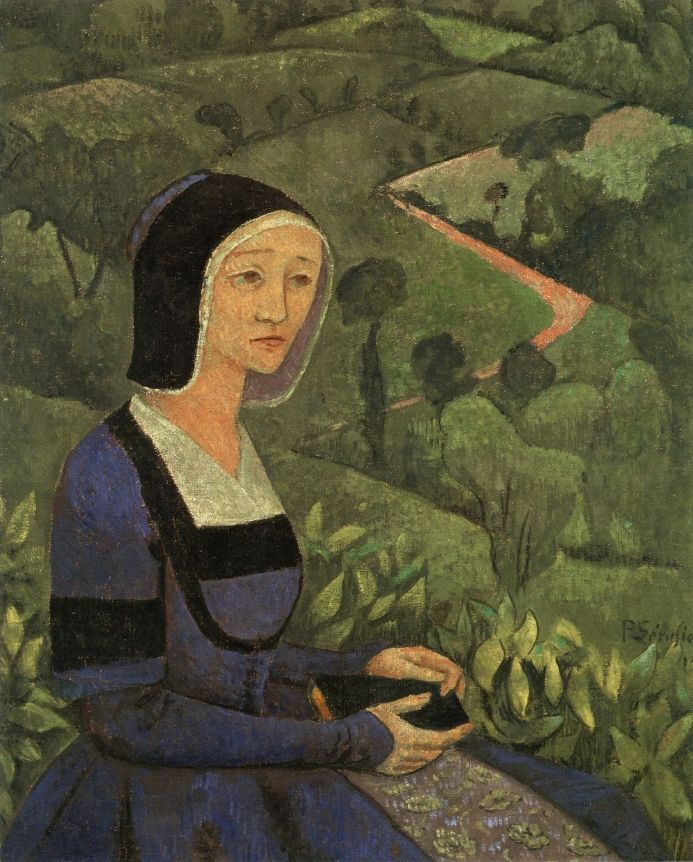
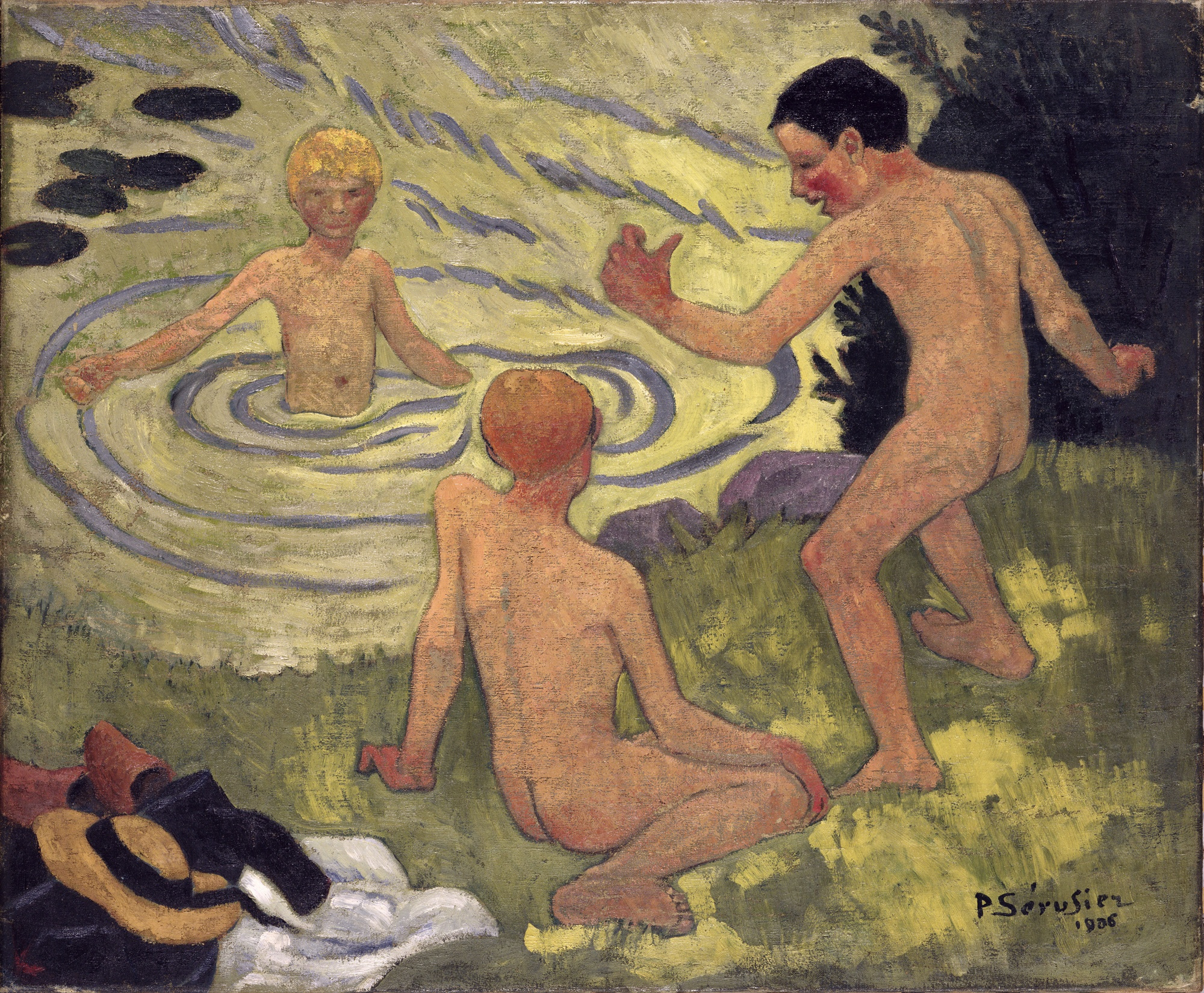